# Echyra margaritacea
Echyra margaritacea är en skalbaggsart som beskrevs av Hermann Burmeister 1844. Echyra margaritacea ingår i släktet Echyra och familjen Melolonthidae. Inga underarter finns listade i Catalogue of Life.